# Pennaraptora
Los penarraptores (Pennaraptora) son un clado definido como el ancestro común más reciente de Oviraptor philoceratops, Deinonychus antirrhopus, y Passer domesticus (gorrión común), y todos sus descendientes, por Foth et al., 2014. El miembro definitivo más antiguo conocido de este clado es Anchiornis, del período Jurásico tardío de China, hace unos 160 millones de años. 
Jacques Gauthier y Kevin de Queiroz propusieron condicionalmente el clado "Aviremigia" junto con varios otros clados basados en apomorfías relacionados con las aves en un artículo de 2001. Su definición propuesta para el grupo era "el clado derivado del primer panave con ... remiges y rectrices, es decir, agrandado, de eje rígido, de paletas cerradas (= bárbulas con pennulas distales enganchadas), plumas pennáceas que surgen de las extremidades anteriores y cola".